# Rio Maracanã (vattendrag i Brasilien, Rio de Janeiro)
Rio Maracanã är ett vattendrag i Brasilien.   Det ligger i delstaten Rio de Janeiro, i den sydöstra delen av landet, 900 km sydost om huvudstaden Brasília.
Runt Rio Maracanã är det i huvudsak tätbebyggt.